# Gp120

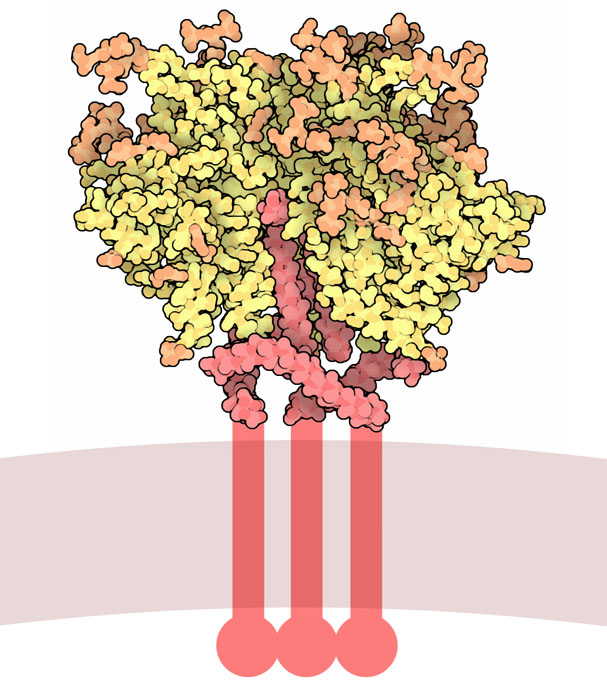
Ilustração da glicoproteína do envelope GP120.

A glicoproteína do envelope GP120 é uma glicoproteína exposta na superfície do envelope do HIV. Foi descoberta pelos Professores Tun-Hou Lee e Myron "Max" Essex da Harvard School of Public Health em 1988. O 120 em seu nome vem de seu peso molecular de 120 kDa. O Gp120 é essencial para a entrada de vírus nas células, pois desempenha um papel vital no apego a receptores de superfície celular específicos. Estes receptores são DC-SIGN, Heparan Sulfate Proteoglycan e uma interação específica com o receptor CD4, particularmente nas células T. A ligação ao CD4 induz o início de uma cascata de mudanças conformacionais em gp120 e gp41 que levam à fusão da membrana viral com a membrana da célula hospedeira. A ligação ao CD4 é principalmente eletrostática, embora haja interações van der Waals e ligações de hidrogênio.
O Gp120 é codificado pelo gene HIV, que tem cerca de 2,5 kb de comprimento e códigos para cerca de 850 aminoácidos. O produto primário do env é a proteína gp160, que é clivada para gp120 (~480 aminoácidos) e gp41 (~345 aminoácidos) no retículo endoplasmático pela protease celular furina. A estrutura cristalina do núcleo do gp120 mostra uma organização com um domínio externo, um domínio interno com respeito a sua terminologia e uma folha de ponte. Gp120 é ancorado à membrana viral, ou envelope, através de ligações não covalentes com a glicoproteína transmembrana, gp41. Três gp120s e gp41s se combinam em um trimer de heterodímeros para formar o espigão do envelope, o que medeia a fixação e a entrada na célula hospedeira.

## Variabilidade
Uma vez que o gp120 desempenha um papel vital na capacidade do HIV-1 de entrar nas células CD4+, sua evolução é de particular interesse.  Muitos anticorpos neutralizantes se ligam a locais localizados em regiões variáveis do gp120, de modo que as mutações nessas regiões serão fortemente selecionadas. A diversidade de env demonstrou aumentar em 1-2% ao ano no grupo M do HIV-1 e as unidades variáveis são notáveis para mudanças rápidas no comprimento da sequência de aminoácidos.  O aumentos na variabilidade da gp120 resultam em níveis significativamente elevados de replicação viral, indicando um aumento na aptidão viral em indivíduos infectados por diversas variantes do HIV-1. Outros estudos mostraram que a variabilidade em potenciais locais de glicosilação ligados ao N (PNGS) também resulta em aumento da aptidão viral.  Os PNGS permitem a ligação de carboidratos de cadeia longa às regiões de alta variabilidade do gp120, de modo que os autores supõem que o número de PNGS em env pode afetar a aptidão do vírus ao fornecer mais ou menos sensibilidade aos anticorpos neutralizantes. A presença de grandes cadeias de carboidratos que se estendem a partir do gp120 pode obscurecer possíveis locais de ligação de anticorpos.
Os limites do potencial para adicionar e eliminar PNGS são ingenuamente explorados pelo crescimento das populações virais após cada nova infecção. Enquanto o hospedeiro transmissor desenvolveu uma resposta de anticorpos neutralizantes ao gp120, ao hospedeiro recém-infectado falta o reconhecimento imunológico do vírus. Os dados da seqüência mostram que as variantes virais iniciais em um hospedeiro imunologicamente ingênuo têm poucos locais de glicosilação e loops variáveis expostos mais curtos. Isto pode facilitar a capacidade viral de ligar os receptores das células hospedeiras. medida que o sistema imunológico do hospedeiro desenvolve anticorpos contra o gp120, as pressões imunes parecem selecionar para aumentar a glicosilação, particularmente nos loops variáveis expostos do gp120. Consequentemente, inserções em env, que conferem mais PNGS ao gp120 podem ser mais toleradas pelo vírus, uma vez que uma maior densidade de glicanos promove a capacidade viral de escapar dos anticorpos e, portanto, promove uma maior aptidão viral. Ao considerar quanta densidade de PNGS poderia teoricamente mudar, pode haver um limite superior para o número de PNGS devido a sua inibição de dobrar o gp120, mas se o número de PNGS diminui substancialmente, então o vírus é detectado com muita facilidade pela neutralização de anticorpos. Portanto, é provável que se estabeleça um equilíbrio de seleção estabilizador entre densidades baixas e altas de glicanos. Um número menor de latas de glicanos volumosas melhora a eficiência da replicação viral e um número maior nos loops expostos ajuda a evasão imunológica do hospedeiro através do disfarce.

## Alvo da vacina
Como a ligação do receptor CD4 é o passo mais óbvio na infecção pelo HIV, o gp120 foi um dos primeiros alvos da pesquisa vacina contra o HIV. Os esforços para desenvolver vacinas contra o HIV visando o gp120, entretanto, foram prejudicados pelas propriedades químicas e estruturais do gp120, que dificultam a ligação dos anticorpos a ele. O gp120 também pode ser facilmente expelido da superfície do vírus e capturado por células T devido a sua ligação solta com o gp41. Uma região conservada na glicoproteína gp120 que está envolvida na fixação metastável do gp120 ao CD4 foi identificada e o alvo da região invariante foi alcançado com um anticorpo amplamente neutralizante, IgG1-b12.

A pesquisa NIH publicada na Science relata o isolamento de 3 anticorpos que neutralizam 90% das cepas HIV-1 na região CD4bs do gp120, oferecendo potencialmente uma estratégia terapêutica e vacinal. [http://www.sciencemag.org/cgi/content/abstract/science.1187659 A maioria dos anticorpos que ligam a região CDbs do gp120 não neutraliza o HIV, e raros que fazem como IgG1-b12 têm propriedades incomuns como assimetria do Fab arms ou em seu posicionamento. A menos que uma vacina à base de gp120 possa ser projetada para produzir anticorpos com propriedades antivirais fortemente neutralizantes, existe a preocupação de que a infecção revolucionária levando à produção humoral de altos níveis de anticorpos não neutralizantes visando o site de ligação CD4 do gp120 esteja associada a uma progressão mais rápida da doença para a AIDS.

## Competição
A proteína gp120 é necessária durante a ligação inicial do HIV a sua célula alvo. Consequentemente, qualquer coisa que se ligue ao gp120 ou a seus alvos pode bloquear fisicamente o gp120 de ligar-se a uma célula. Apenas um desses agentes, Maraviroc, que liga o co-receptor. CCR5 está atualmente licenciado e em uso clínico. Nenhum agente visando o primeiro parceiro principal de interação celular do gp120, CD4, está atualmente licenciado, uma vez que a interferência com tal molécula central do sistema imunológico pode causar efeitos colaterais tóxicos, como o anticorpo monoclonal anti-CD4 OKT4. A mira do próprio gp120 se mostrou extremamente difícil devido a seu alto grau de variabilidade e blindagem. Fostemsavir]. (BMS-663068) é um pró-fármaco de fosfato de metila do pequeno inibidor de moléculas BMS-626529, que impede a entrada viral ligando-se ao envelope viral gp120 e interferindo na fixação do vírus ao receptor CD4 hospedeiro.

## Demência por HIV
A proteína viral do HIV gp120 induz a apoptose das células neuronais pela inibição dos níveis de furina e ativador do plasminogênio tecidual, enzimas responsáveis pela conversão do pBDNF em mBDNF. gp120 induz proteínas mitocondriais de morte como caspases que podem influenciar a upregulation do receptor de morte Fas levando à apoptose de células neuronais, gp120 induz estresse oxidativo nas células neuronais, e também é conhecido por ativar STAT1 e induzir a secreção interleucinas IL-6 e IL-8 em células neuronais.